# 人民幣債券
人民幣債券簡稱人民幣債券，在香港簡稱點心債，在台灣簡稱寶島債，是以人民幣作為結算單位的債券，定期獲得利息、到期歸還本金及利息皆以人民幣支付。

## 沿革
- 2007年，國家開發銀行首次在香港發售人民幣債券。
- 2009年，外資銀行滙豐銀行（中國）及東亞銀行（中國）獲准在香港發行人民幣債券。
- 2010年，麥當勞成為首間發行人民幣債券的外資企業。[1]

## 特徵
- 必須以人民幣購買
- 可以在債券市場上進行拋售
- 利率上升可引致債券價格下跌
- 只有由中國政府發行的債券，才會由中國政府擔保

## 參看
- 熊猫债券（Panda bonds）
- 點心債券